# Суханов, Самсон Ксенофонтович
Самсо́н Ксенофо́нтович Суха́нов (1768 — 26 мая 1844) — русский скульптор-камнетёс, работавший в Санкт-Петербурге в первой трети XIX века.

## Биография
Родился в семье бедных крестьян в деревне Завотежица Юрьенаволоцкой волости, Вологодской губернии (ныне деревня в составе муниципального образования «Телеговское» Красноборского района Архангельской области).
В 9 лет начал батрачить, затем работал в бурлацких артелях на Северной Двине и Волге. В 1783—1793 гг занимался пушным промыслом на Севере, в том числе посещал Шпицберген. Затем рыбачил.
Около 1800 года приехал в Санкт-Петербург и под руководством своего шурина Копылева начал работать каменотёсом на строительстве Михайловского замка. За короткий срок в совершенстве освоил мастерство каменотёса и вскоре стал широко известен в Петербурге как искусный каменщик-ваятель. В заметках журналистов-современников упоминается метод ломки камня — метод Суханова, который применялся в его артели для добычи цельного гранита. Самсон Суханов упоминается как строительный подрядчик. Кроме того, он стал купцом и деньги, вырученные от строительных работ, вкладывал в торговые операции.
В течение 7  из 10 лет строительства Казанского собора Суханов был главным приказчиком. С 1807 года записался в петербургское купечество, стал купцом второй гильдии.

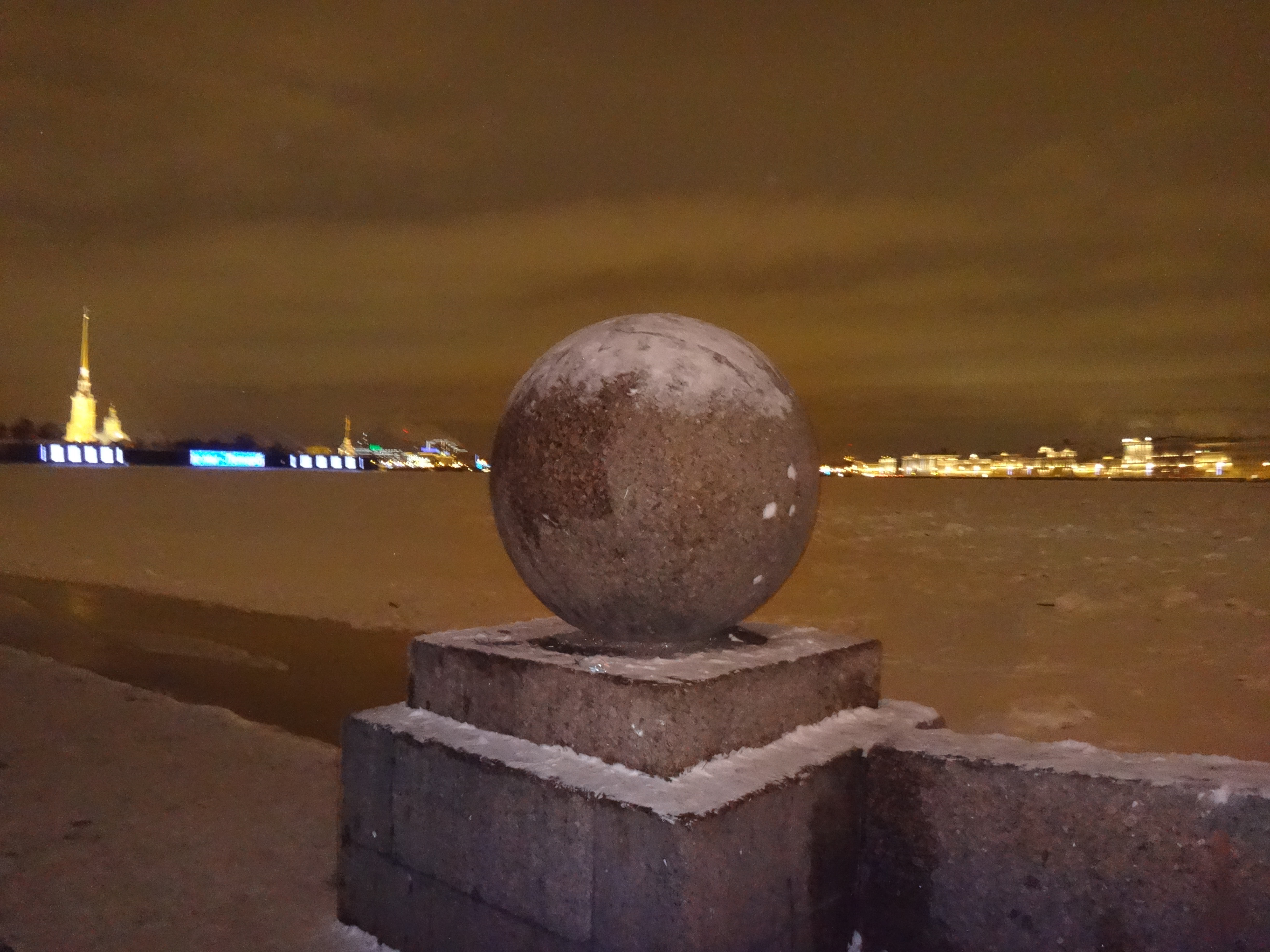
Южный шар на Стрелке Васильевского острова

Одним из примеров его мастерства являются два огромных гранитных шара на Стрелке Васильевского острова — он высек их по принципу «отсечь всё лишнее», не пользуясь при этом никакими измерительными инструментами. За эту работу мастер был награждён кафтаном с царского плеча.

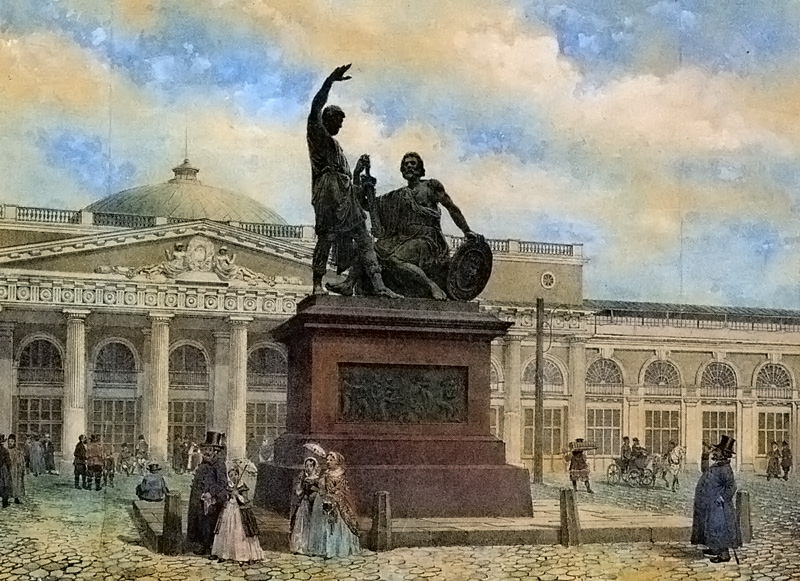
Пьедестал для памятника Минину и Пожарскому в Москве

Кроме работ в Санкт-Петербурге выполнял каменные работы и в Москве — благодаря ему появился пьедестал памятника Минину и Пожарскому.
Кроме того, известны его работы в Риге, Стрельне, Павловске, Петергофе, Царском селе, Шлиссельбурге.
Проживал в Санкт-Петербурге на набережной реки Пряжки, 50 в каменном трёхэтажном доме, который был перестроен Сухановым после покупки.
Из различных свидетельств современников известно, что возглавлял артель, собранную им из нескольких сотен его земляков.
Несмотря на авторитет и множество уникальных работ, созданных Сухановым и его артелью, к началу тридцатых годов XIX века его дела приходят в упадок: сперва из-за того, что подряд на производство и установку части колон Исаакиевского собора отдают другому подрядчику, а после из-за затопления баржи, перевозившей камень для постаментов памятников перед Казанским собором. Шторм на Ладожском озере привел дела Суханова к полном расстройству. Он был вынужден продать все свое имущество, а том числе и дом. Ещё ранее продал золотую медаль «За усердие» и пожалованный ему Александром I кафтан. По мнению исследователей, остаток жизни прожил на съёмной квартире в несохранившемся доме на углу Московского проспекта и Обводного канала. Подробности о его старости неизвестны.
Н. А. Бестужев с удивлением и гордостью писал: «Мы ищем удивительных вещей в чужих краях, с жадностию читаем древние истории, повествующие нам об исполинских подвигах тогдашней архитектуры, за каждой строкой восклицаем: чудно! неимоверно!.. И проходим мимо сих чудных неимоверных колонн с самым обыкновенным любопытством… Огромность колонн, простые способы, которые по секрету открыла сама природа нашим простым людям, < …> наполняет мою душу каким-то приятным чувством, от которого мне кажется, будто я, россиянин, вырос целым вершком выше иностранцев, так что мне нет никакой надобности смотреть на них с подобострастием исподлобья».
Издатель «Отечественных записок» П. Свиньин завершает свою повесть о Суханове такими словами: «Суханов довел способ ломания граниту до чрезвычайно простоты и легкости, он с удовольствием берется с небольшою розницею в цене ставить цельные комнаты, вместо составных. Вероятно, петербургские жители не применят воспользоваться сим важным открытием и столица наша превратится в скорости в новые Фивы; позднее потомство будет спорить, люди или исполины создали град сей. Честь и слава гражданину Суханову!!!»
Умер от чахотки. Отпет иереем собора во имя Святой Живоначальной Троицы лейб-гвардии Измайловского полка Павлом Петровым, похоронен 29 мая на Смоленском православном кладбище рядом со своими родными. Могила не сохранилась.

## Семья
Первый брак: в 1798 году женился на Евдокии Мартемьяновне, вдове с тремя детьми из соседней деревни Горчинской. В браке родились 2 дочери и 2 сына. В 1817 году Евдокия скончалась от чахотки. Евдокия и дочери Мария, Ульяна, Анастасия и сын Леонтий были похоронены на Смоленском православном кладбище на Васильевском острове.
Второй брак: жена Авдотья, предположительно староверка. Самая младшая дочь Анна похоронена на Малоохтенском староверческом кладбище.
Дочь Анастасия после смерти Суханова обвенчана в Сретенской единоверческой церкви на Волковском кладбище.
После смерти его сыновей род Суханова по мужской линии пресекся.
Картина Василия Тропинина «Старик-каменщик», начиная с 1960-х годов выдаваемая за портрет Самсона Суханова, в действительности таковым не является.

## Память
- К 240-летию со дня рождения на родине мастера в Красноборском районе Архангельской области, был открыт памятный камень. На большом валуне — табличка с надписью: «Здесь, в д. Завотежица, 27 июня (ст.ст.) 1768 г. родился Самсон Ксенофонтович Суханов — каменотёс, строитель С.-Петербурга».
- К 250-летию со дня рождения в Санкт-Петербурге в Доме архитектора прошла посвящённая Суханову конференция, специальная рабочая группа выпустила сборник докладов, юбилейную медаль и предложила создать в доме, в котором он жил (наб. р. Пряжки), музей каменного убранства Санкт-Петербурга, установив на его фасаде мемориальную доску.
- В библиотеке Александро-Невской лавры проводятся Сухановские семинары.
- За время, прошедшее с 250-го по 255-й юбилей, Александро-Невским братством в рамках цикла «Нить поколений» был снят документальный фильм «Самсон Суханов».
- По благословению наместника Александро-Невской лавры епископа Кронштадтского Назария в день рождения Суханова, 10 июля по новому стилю, в Надвратном храме лавры служилась лития по Суханову и его артельщикам.
- В 2023 году по окончании молебна участники творческой группы по созданию фильма были награждены юбилейной Сухановской медалью. Ещё одним награжденным стал фотограф Сергей Шмидт, чья фотовыставка о Суханове и его объектах недавно была открыта на малой родине Суханова в Красноборском районе Архангельской области[7].

## Известные работы Самсона Суханова и артели Суханова
Сухановым совместно с артелью каменотёсов в разных местах выполнено около 40 сооружений. Наиболее известные из них:
- Колоннада Казанского собора,
- Набережная на стрелке Васильевского острова, цоколь здания Биржи, а также Ростральные колонны (проект архитектора Тома де Томона) и статуи на них,
- Колоннада Исаакиевского собора,
- Облицовка берегов Крюкова канала и Малой Невки,
- Первый Синий мост,
- Пьедестал памятника Павлу I перед Павловским дворцом, колонны дворца, мост у Пиль-башни (был взорван во время Второй мировой войны и реконструирован во второй половине XX века), мавзолей «Супругу-благодетелю»
- Колонны Горного корпуса и статуи «Похищение Прозерпины Плутоном» и «Борьба Геракла с Антеем» у парадного входа, а также барельефы «Апполон, приходящий к Вулкану за колесницею своею» и «Венера, требующая от Марса доспехи».
- Баболовская ванна в Царском Селе,
- Ванны Зимнего, Петергофского и Александровского дворцов,
- Берега у Каменноостровского моста,
- Терраса из пудожского камня в Царскосельском саду,
- Колонны и статуи нового Адмиралтейства, не сохранившееся до нашего времени,
- Колонны церкви Всех Скорбящих, базы и капители здания Петербургской духовной академии в Александро-Невской лавре,
- Александровская колонна на Дворцовой площади
- Пьедестал памятнику Минину и Пожарскому[4] на Красной площади,
- Фонтаны Воронихина и Тома де Томона на Пулковской горе
- Петровский мост в Шлиссельбурге,
- Пантелеймоновский мост через Фонтанку у Летнего сада (Большой цепной мост, демонтирован в начале XX века),,
- Внешние и внутренние гранитные работы в Доме со львами,
- Бюст египетского «царя богов» Аммона в Физическом кабинете Строгановского дворца.
- Воронихинская колоннада и «Эрмитажный каскад» в Петергофе,
- Колонна в саду Академии Художеств,
- Терраса перед дворцом в Стрельне,
- Колонна Победы в Риге,
- Пьедесталы памятников полководцам Кутузову и Барклаю Де Толли перед Казанским собором.